# Otto Fischer (Lehrer)

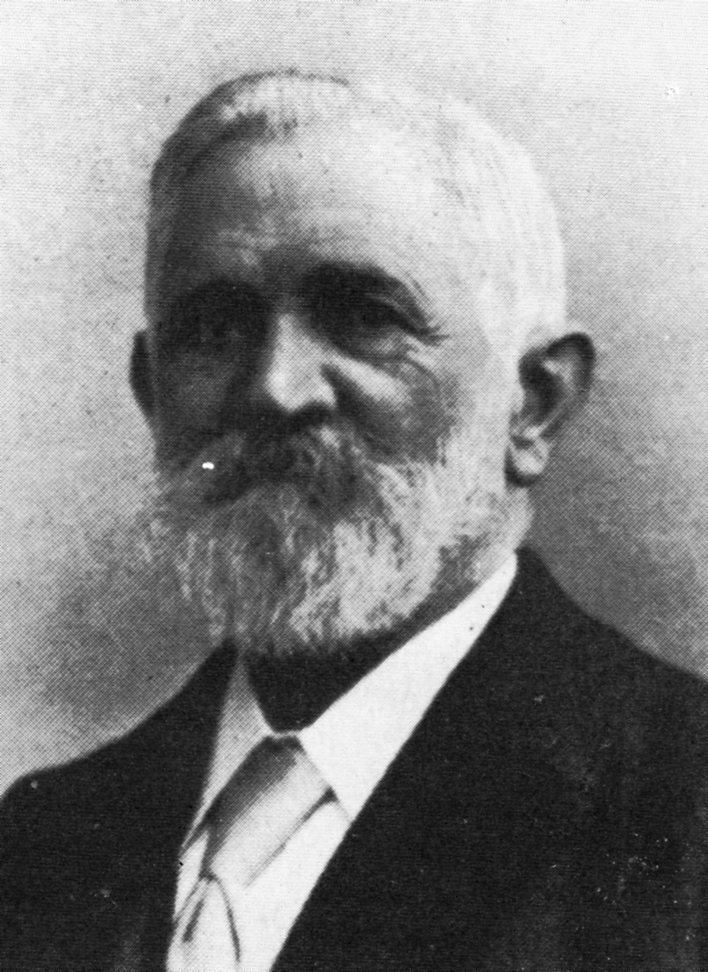
Otto Fischer um 1900

Hermann Heinrich Otto Julius Fischer (* 5. September 1826 in Hildesheim; † 15. November 1913 in Osnabrück) war Lehrer und Gymnasialdirektor in Osnabrück.

## Leben
Fischer studierte in Göttingen Mathematik, Naturwissenschaften und Geschichte und unterrichtete
nach seiner Oberlehrerprüfung 1848 am Gymnasium Andreanum in Hildesheim. Von 1867 bis zum Eintritt in den Ruhestand 1899, verbunden mit der Ernennung zum Geheimen Regierungsrat, leitete er als erster Direktor die Realschule zweiter Ordnung in Osnabrück, aus der später das Ernst-Moritz-Arndt-Gymnasium hervorging. Fischers noch heute existierende Grabstätte findet sich auf dem Hasefriedhof.

## Schriften
- Über den mineralogischen Unterricht. Osnabrück 1852.
- Aufgabe und Methode des Unterrichts in Realschulen. Osnabrück (o. J.)
- Lehrplan für das städt. Realgymnasium zu Osnabrück. Osnabrück 1885.
- Geschichte des königl. Realgymnasiums in Osnabrück. Osnabrück 1892.
- Hildesheim während des 30jährigen Krieges. Osnabrück 1897.